# Gangstagrass
Gangstagrass — американская музыкальная группа из Нью-Йорка, которая создала новый музыкальный жанр из блюграсса и рэпа.

## История
Группа была создана в 2006 году. Gangstagrass достигли большей популярности когда их песня «Long Hard Times to Come» была выбрана в качестве основной темы в американском сериале «Правосудие» на канале FX в начале 2010 года. Продюсер Gangstagrass Rench и рэпер T.O.N.E.Z номинировались на премию Эмми в категории «Лучшая музыкальная тема для вступительных титров». Сериал «Правосудие» основан на книгах писателя Леонарда Элмора, которому нравились Gangstagrass.

## Отзывы
Леонард Элмор:

Rench и его друзья создали новый вид музыки, ни больше ни меньше. Gangstagrass взяли два противоположных жанра музыки и слили их воедино так, что получилось красиво и естественно.
Оригинальный текст (англ.)Rench and his friends have done nothing short of creating a new form of music. Gangstagrass takes two types of music that are opposites and mixes them together brilliantly in a way that is natural and enjoyable.